# Guigang
Guigang léase Kuéi-Kang (en chino, 贵港市; pinyin, Guìgǎng shì shì; transcripción antigua, Kweikang; literalmente, ‘puerto valioso’; en zhuang, Gveiqguengj) es una ciudad-prefectura en la región autónoma Zhuang de Guangxi, República Popular de China. A una distancia aproximada de 100 kilómetros de la capital provincial. Limita al norte con Laibin, al sur con Yulin (Guangxi), al oeste con Nanning y al este con Wuzhou. Su área es de 10 596 km² y su población es de 4 740 000.
Su temperatura del mes más frío siendo enero con 12C y julio el más caliente con 29C.

## Administración
Desde enero de 2023 la ciudad-prefectura de Guigang está conformada de 4 localidades que se administran en 3 distritos urbanos, 1 ciudad suburbana  y 1 condado.
- Distrito Gangbei (港北区)
- Distrito Gangnan (港南区)
- Distrito Qintang (覃塘区)
- Ciudad Guiping (桂平市)
- CondadoPingnan (平南县)

## Economía
En 1998 el PIB fue de 10 millones de yuanes, 7% de crecimiento respecto al año anterior. Transporte y el envío son una parte vital de la economía de Guigang. Más de 10 millones de toneladas de mercancías pasan a través de sus puertos en un año. Las principales industrias incluyen la fabricación de productos químicos, productos farmacéuticos, metalurgia, curtiduría, textil, artes gráficas, y productos alimenticios. La agricultura es también importante en los principales cultivos como los cereales, el arroz, el maíz, azúcar, hierbas medicinales, tabaco, té, raíz de loto, y vegetales verdes.

## Clima
La ciudad se encuentra en un clima tropical monzónico con una temperatura media anual de 21.5 °C, siendo los topes enero con 12.3 °C y julio con 28.6 °C. Una precipitación media anual de 166 días con 1600 mm promedio, y un periodo libre de heladas de 353 días.
| Parámetros climáticos promedio de Guigang (1991–2020) | Parámetros climáticos promedio de Guigang (1991–2020) | Parámetros climáticos promedio de Guigang (1991–2020) | Parámetros climáticos promedio de Guigang (1991–2020) | Parámetros climáticos promedio de Guigang (1991–2020) | Parámetros climáticos promedio de Guigang (1991–2020) | Parámetros climáticos promedio de Guigang (1991–2020) | Parámetros climáticos promedio de Guigang (1991–2020) | Parámetros climáticos promedio de Guigang (1991–2020) | Parámetros climáticos promedio de Guigang (1991–2020) | Parámetros climáticos promedio de Guigang (1991–2020) | Parámetros climáticos promedio de Guigang (1991–2020) | Parámetros climáticos promedio de Guigang (1991–2020) | Parámetros climáticos promedio de Guigang (1991–2020) |
| Mes                                                   | Ene.                                                  | Feb.                                                  | Mar.                                                  | Abr.                                                  | May.                                                  | Jun.                                                  | Jul.                                                  | Ago.                                                  | Sep.                                                  | Oct.                                                  | Nov.                                                  | Dic.                                                  | Anual                                                 |
| ----------------------------------------------------- | ----------------------------------------------------- | ----------------------------------------------------- | ----------------------------------------------------- | ----------------------------------------------------- | ----------------------------------------------------- | ----------------------------------------------------- | ----------------------------------------------------- | ----------------------------------------------------- | ----------------------------------------------------- | ----------------------------------------------------- | ----------------------------------------------------- | ----------------------------------------------------- | ----------------------------------------------------- |
| Temp. máx. media (°C)                                 | 16.7                                                  | 18.6                                                  | 21.1                                                  | 26.7                                                  | 30.5                                                  | 32.2                                                  | 33.3                                                  | 33.5                                                  | 32.1                                                  | 29.1                                                  | 24.7                                                  | 19.3                                                  | 26.5                                                  |
| Temp. media (°C)                                      | 12.6                                                  | 14.6                                                  | 17.4                                                  | 22.7                                                  | 26.1                                                  | 27.9                                                  | 28.8                                                  | 28.8                                                  | 27.4                                                  | 24.1                                                  | 19.5                                                  | 14.5                                                  | 22                                                    |
| Temp. mín. media (°C)                                 | 9.8                                                   | 11.9                                                  | 14.8                                                  | 19.8                                                  | 23.0                                                  | 25.1                                                  | 25.6                                                  | 25.7                                                  | 24.0                                                  | 20.4                                                  | 15.8                                                  | 11.1                                                  | 18.9                                                  |
| Precipitación total (mm)                              | 51.1                                                  | 44.3                                                  | 83.6                                                  | 120.9                                                 | 246.2                                                 | 279.2                                                 | 258.8                                                 | 197.0                                                 | 108.7                                                 | 55.2                                                  | 46.4                                                  | 43.2                                                  | 1534.6                                                |
| Días de precipitaciones (≥ 0.1 mm)                    | 10.4                                                  | 11.7                                                  | 16.9                                                  | 15.2                                                  | 17.4                                                  | 19.4                                                  | 18.3                                                  | 16.1                                                  | 10.5                                                  | 6.4                                                   | 7.2                                                   | 7.8                                                   | 157.3                                                 |
| Días de nevadas (≥ 1 mm)                              | 0.1                                                   | 0                                                     | 0                                                     | 0                                                     | 0                                                     | 0                                                     | 0                                                     | 0                                                     | 0                                                     | 0                                                     | 0                                                     | 0                                                     | 0.1                                                   |
| Horas de sol                                          | 74.1                                                  | 61.4                                                  | 51.2                                                  | 86.4                                                  | 137.1                                                 | 145.9                                                 | 191.7                                                 | 200.2                                                 | 190.9                                                 | 188.1                                                 | 147.2                                                 | 127.4                                                 | 1601.6                                                |
| Humedad relativa (%)                                  | 74                                                    | 76                                                    | 81                                                    | 79                                                    | 79                                                    | 82                                                    | 79                                                    | 78                                                    | 75                                                    | 70                                                    | 69                                                    | 68                                                    | 75.8                                                  |
| Fuente: China Meteorological Administration           |                                                       |                                                       |                                                       |                                                       |                                                       |                                                       |                                                       |                                                       |                                                       |                                                       |                                                       |                                                       |                                                       |